# Villa romana di Bussana
La villa romana di Bussana è un'antica villa di epoca romana del I - II secolo d.C., oggi sito archeologico statale, affidato alla Soprintendenza della Liguria. Si trova nei pressi della foce del torrente Armea, in località Bussana, a Sanremo, e si raggiunge dalla via al Mare.
Conosciuta almeno sin dal 1908, fu oggetto di sopralluoghi da parte di A. Capponi e di Piero Barocelli nel 1914.
Successivi scavi effettuati tra il 1980 e il 2006 hanno chiarito le diverse fasi di costruzione e uso. La villa originaria doveva essere molto più estesa rispetto ai resti conservati, ed era costruita su terrazzamenti artificiali digradanti verso il mare. 
Le tecniche di costruzione della struttura e in particolare dei muri in petit appareil rivelano una qualità piuttosto elevata, che ha fatto supporre una committenza di rango e la destinazione della villa sia ad uso produttivo sia ad uso residenziale. La via Iulia Augusta passava certamente nei pressi della villa.
Il sito archeologico si può ammirare dall'esterno o visitare con visita guidata a richiesta.

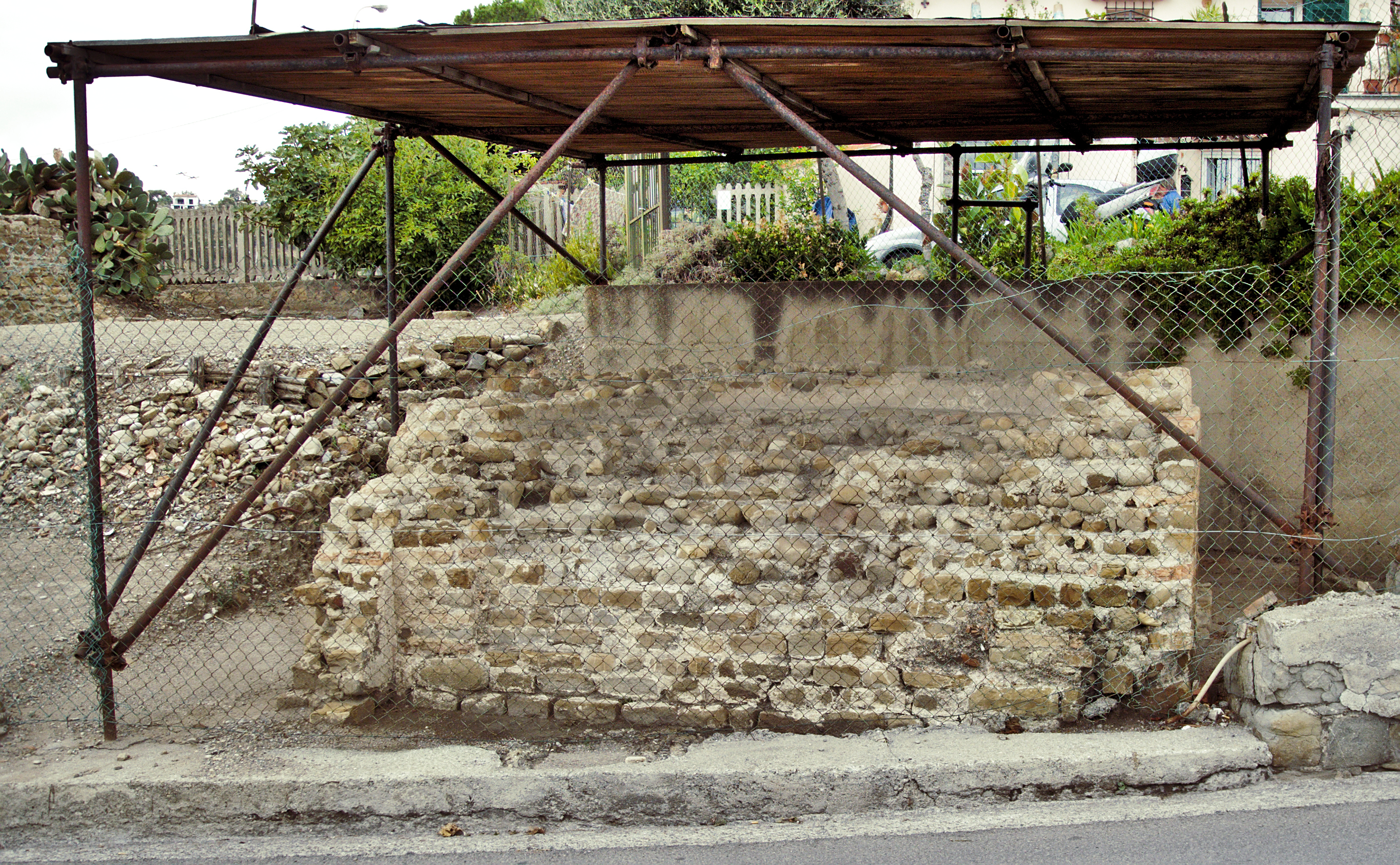
Il sepolcro
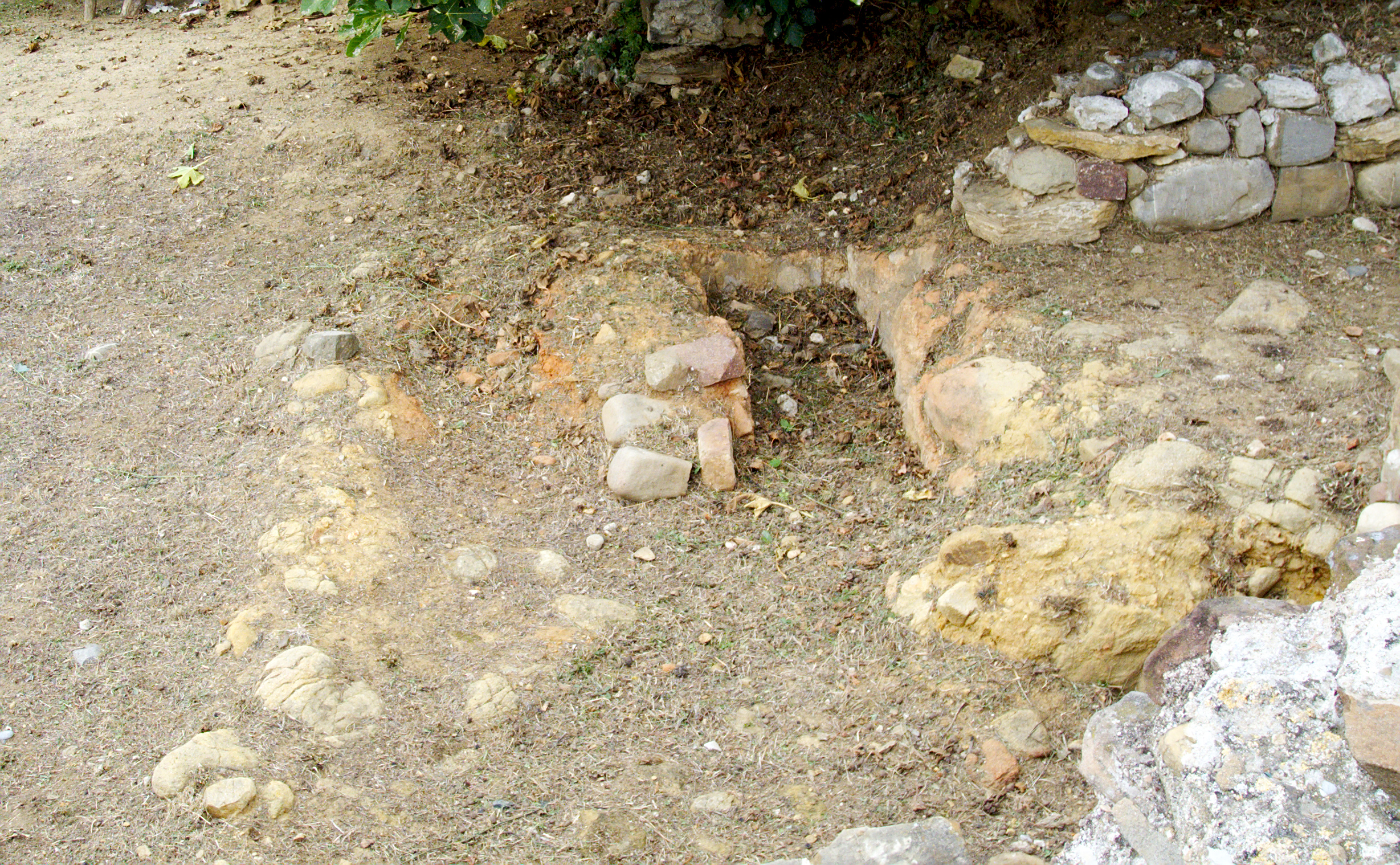
La fornace
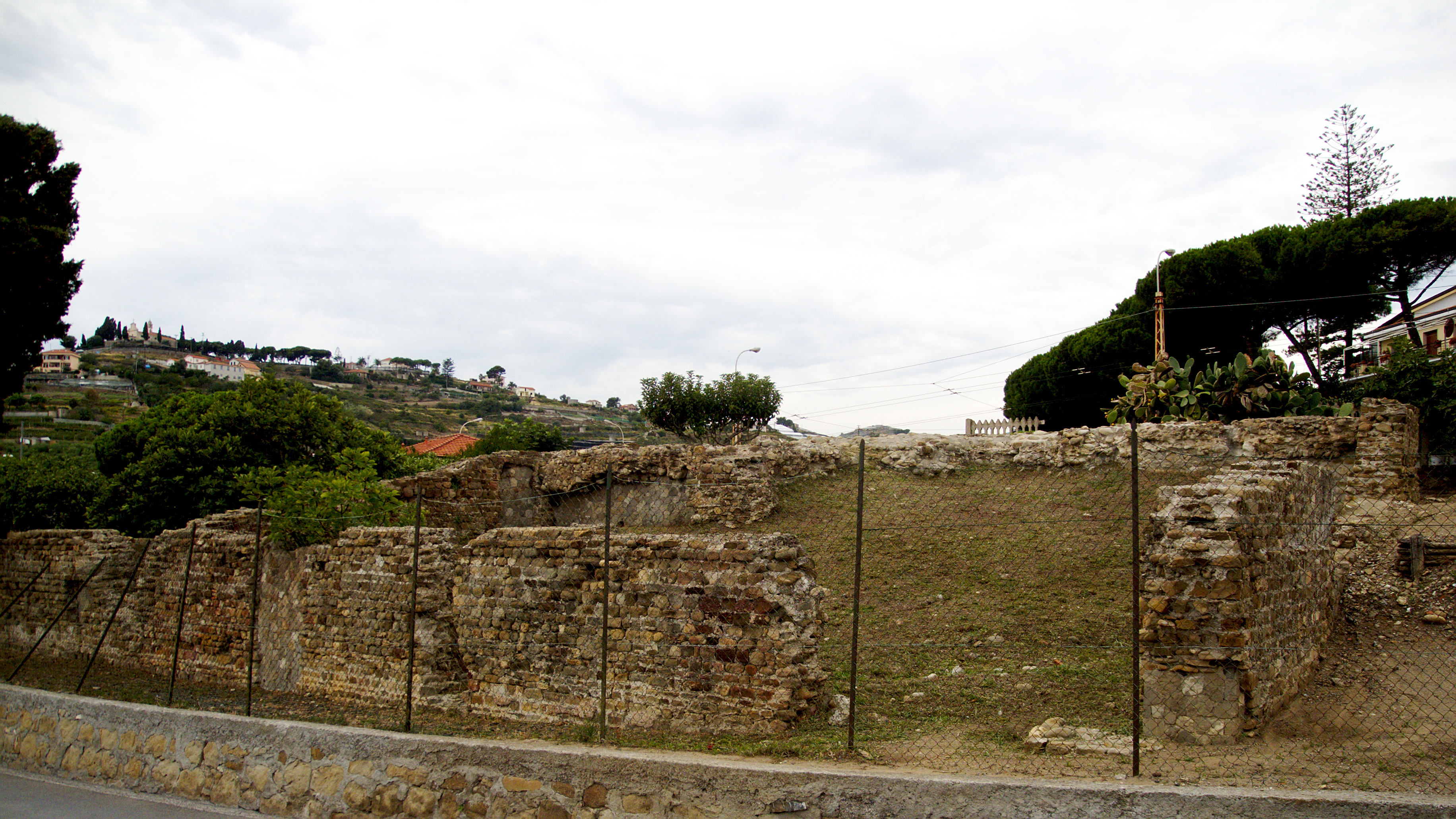
Il lato meridionale del sito archeologico